# Thamnaconus melanoproctes
Thamnaconus melanoproctes és una espècie de peix de la família dels monacàntids i de l'ordre dels tetraodontiformes.

## Morfologia
- Els mascles poden assolir 20 cm de longitud total.[4][5]

## Hàbitat
És un peix marí, de clima tropical i demersal que viu entre 30-200 m de fondària.

## Distribució geogràfica
Es troba al Golf d'Aden, Oman, el Golf d'Oman i el Pacífic occidental central.

## Observacions
És inofensiu per als humans.